# Zweden op de Olympische Winterspelen 1952
Tijdens de Olympische Winterspelen van 1952, die in Oslo (Noorwegen) werden gehouden, nam Zweden voor de zesde keer deel.

## Medailleoverzicht
| Sport          | Olympiër                                                   | Discipline            | Medaille |
| -------------- | ---------------------------------------------------------- | --------------------- | -------- |
| Langlaufen     | Nils Täpp Sigurd Andersson Enar Josefsson Martin Lundström | 4x10 km estafette (m) | Brons    |
| Schaatsen      | Carl-Erik Asplund                                          | 10.000 m (m)          | Brons    |
| Schansspringen | Karl Holmström                                             | mannen                | Brons    |
| IJshockey      | Olympisch team                                             | mannen                | Brons    |

## Deelnemers en resultaten

### Alpineskiën
| Olympiër            | Discipline       | Resultaat | Prestatie                    |
| ------------------- | ---------------- | --------- | ---------------------------- |
| Olle Dalman         | slalom (m)       | 15e       | 2.08,8 (+8,8) 1.04,3+1.04,5  |
| John Fredriksson    | afdaling (m)     | 23e       | 2.44,5 (+13,7)               |
| John Fredriksson    | reuzenslalom (m) | 49e       | 2.55,9 (+30,9)               |
| John Fredriksson    | slalom (m)       | 24e       | 2.11,9 (+11,9) 1.06,0+1.05,9 |
| Sixten Isberg       | afdaling (m)     | 34e       | 2.53,4 (+22,6)               |
| Sixten Isberg       | reuzenslalom (m) | 30e       | 2.42,3 (+17,3)               |
| Åke Nilsson         | afdaling (m)     | 27e       | 2.47,0 (+16,2)               |
| Åke Nilsson         | reuzenslalom (m) | 21e       | 2.37,0 (+12,0)               |
| Åke Nilsson         | slalom (m)       | 18e       | 2.09,5 (+9,5) 1.06,1+1.03,4  |
| Stig Sollander      | afdaling (m)     | dq        | diskwalificatie              |
| Stig Sollander      | reuzenslalom (m) | 6e        | 2.32,6 (+7,6)                |
| Stig Sollander      | slalom (m)       | 5e        | 2.02,6 (+2,6) 1.00,4+1.02,2  |
|                     |                  |           |                              |
| Kerstin Ahlqvist    | reuzenslalom (v) | 26e       | 2.21,4 (+14,6)               |
| Kerstin Ahlqvist    | slalom (v)       | 20e       | 2.23,3 (+12,7) 1.10,8+1.12,5 |
| Ingrid Englund      | afdaling (v)     | 29e       | 2.01,3 (+14,2)               |
| Ingrid Englund      | reuzenslalom (v) | 32e       | 2.29,9 (+23,1)               |
| Ingrid Englund      | slalom (v)       | 27e       | 2.28,7 (+18,1) 1.14,8+1.13,9 |
| Margareta Jacobsson | afdaling (v)     | 25e       | 1.58,2 (+11,1)               |
| Margareta Jacobsson | reuzenslalom (v) | dq        | diskwalificatie              |
| Margareta Jacobsson | slalom (v)       | 16e       | 2.20,6 (+10,0) 1.10,4+1.10,2 |
| Sarah Thomasson     | afdaling (v)     | 18e       | 1.55,5 (+8,4)                |
| Sarah Thomasson     | reuzenslalom (v) | 21e       | 2.18,4 (+11,6)               |
| Sarah Thomasson     | slalom (v)       | 12e       | 2.18,3 (+7,7) 1.09,9+1.08,4  |

### Bobsleeën
| Olympiër                                                   | Discipline              | Resultaat | Prestatie                                                |
| ---------------------------------------------------------- | ----------------------- | --------- | -------------------------------------------------------- |
| Olle Axelsson Jan Lapidoth                                 | 2-mansbob (m) Zweden I  | 8e        | 5.35,77 (+11,23) (1.24,30 / 1.23,92 / 1.23,46 / 1.24,09) |
| Kjell Holmström Nils Landgren                              | 2-mansbob (m) Zweden II | 15e       | 5.42,82 (+18,28) (1.25,76 / 1.25,84 / 1.25,65 / 1.25,57) |
| Kjell Holmström Felix Fernström Nils Landgren Jan Lapidoth | 4-mansbob (m) Zweden I  | 6e        | 5.15,01 (+7,17) (1.19,11 / 1.19,90 / 1.17,28 / 1.18,72)  |
| Gunnar Åhs Börje Ekedahl Lennart Sandin Gunnar Garpö       | 4-mansbob (m) Zweden II | 7e        | 5.17,86 (+10,02) (1.18,84 / 1.19,93 / 1.18,66 / 1.20,43) |

### Kunstrijden
| Olympiër                    | Discipline | Resultaat | Prestatie                |
| --------------------------- | ---------- | --------- | ------------------------ |
| Britta Lindmark Ulf Berendt | paarrijden | 12e       | pc. 106,0; 78,800 punten |

### Langlaufen
| Olympiër                                                   | Discipline        | Resultaat | Prestatie                                       |
| ---------------------------------------------------------- | ----------------- | --------- | ----------------------------------------------- |
| Nils Täpp                                                  | 18 km (m)         | 7e        | 1:03.35 (+2.01)                                 |
| Gunnar Östberg                                             | 18 km (m)         | 9e        | 1:03.44 (+2.10)                                 |
| Enar Josefsson                                             | 18 km (m)         | 13e       | 1:05.10 (+3.36)                                 |
| Erik Elmsäter                                              | 18 km (m)         | 56e       | 1:13.46 (+12.12)                                |
| Lars-Erik Efverström                                       | 18 km (m)         | 58e       | 1:14.19 (+12.45)                                |
| Nils Karlsson                                              | 18 km (m)         | 5e        | 1:02.56 (+1.22)                                 |
| Nils Karlsson                                              | 50 km (m)         | 6e        | 3:39.30 (+5.57)                                 |
| Anders Törnkvist                                           | 50 km (m)         | 10e       | 3:49.22 (+15.49)                                |
| Gunnar Eriksson                                            | 50 km (m)         | 12e       | 3:55.45 (+22.12)                                |
| Arthur Herrdin                                             | 50 km (m)         | 13e       | 3:57.46 (+24.13)                                |
| Nils Täpp Sigurd Andersson Enar Josefsson Martin Lundström | 4x10 km estafette | Brons     | 2:24.13 (+3.57) (36.19 / 36.39 / 35.43 / 35.32) |
|                                                            |                   |           |                                                 |
| Märta Nordberg                                             | 10 km (v)         | 4e        | 42.53 (+1.13)                                   |
| Margit Albrechtsson                                        | 10 km (v)         | 8e        | 45.05 (+3.25)                                   |
| Eivor Alm                                                  | 10 km (v)         | 9e        | 45.20 (+3.40)                                   |
| Sonja Edström                                              | 10 km (v)         | 11e       | 45.41 (+4.01)                                   |

### Noordse combinatie
| Olympiër             | Discipline | Resultaat | Prestatie                                                              |
| -------------------- | ---------- | --------- | ---------------------------------------------------------------------- |
| Erik Elmsäter        | mannen     | 13e       | 397,67 punten schans: 199,0 (61,0+59,5+62,0 m) 18 km: 198,67 (1:13.46) |
| Lars-Erik Efverström | mannen     | 17e       | 389,67 punten schans: 193,0 (59,5+59,0+60,5 m) 18 km: 196,67 (1:14.19) |

### Schaatsen
| Olympiër          | Discipline   | Resultaat | Prestatie         |
| ----------------- | ------------ | --------- | ----------------- |
| Carl-Erik Asplund | 1500 m (m)   | 4e        | 2.22,6 (+2,2)     |
| Carl-Erik Asplund | 5000 m (m)   | 6e        | 8.30,7 (+20,1)    |
| Carl-Erik Asplund | 10.000 m (m) | Brons     | 17.16,6 (+30,8)   |
| Mats Bolmstedt    | 500 m (m)    | 12e       | 44,8 (+1,6)       |
| Sigvard Ericsson  | 1500 m (m)   | 8e        | 2.23,4 (+3,0)     |
| Sigvard Ericsson  | 5000 m (m)   | 14e       | 8.40,8 (+30,2)    |
| Sigvard Ericsson  | 10.000 m (m) | 13e       | 17.52,8 (+1.07,0) |
| Gunnar Hallkvist  | 10.000 m (m) | 20e       | 18.20,9 (+1.35,1) |
| Göthe Hedlund     | 5000 m (m)   | 11e       | 8.39,2 (+28,6)    |
| Göthe Hedlund     | 10.000 m (m) | 9e        | 17.39,2 (+53,4)   |
| Stig Lindberg     | 500 m (m)    | 25e       | 45,9 (+2,7)       |
| Bengt Malmsten    | 500 m (m)    | 31e       | 46,6 (+3,4)       |
| Gunnar Ström      | 500 m (m)    | 23e       | 45,6 (+2,4)       |
| Gunnar Ström      | 1500 m (m)   | 19e       | 2.25,8 (+5,4)     |
| John Wickström    | 1500 m (m)   | 26e       | 2.27,6 (+7,2)     |
| John Wickström    | 5000 m (m)   | 18e       | 8.47,2 (+36,6)    |

### Schansspringen
| Olympiër       | Discipline | Resultaat | Prestatie                  |
| -------------- | ---------- | --------- | -------------------------- |
| Karl Holmström | mannen     | Brons     | 219,5 punten (67,0+65,5 m) |
| Hans Nordin    | mannen     | 11e       | 206,5 punten (63,5+61,5 m) |
| Bror Östman    | mannen     | 32e       | 187,0 punten (66,5+65,0 m) |
| Thure Lindgren | mannen     | 40e       | 175,5 punten (63,0+62,5 m) |

### IJshockey
| Olympiër | Discipline | Resultaat | Prestatie |
| --- | ---------- | --------- | --- |
| Thord Flodqvist Lars-Åke Svensson Göte Almqvist Hans Andersson-Tvilling Stig Andersson-Tvilling Åke Andersson Lars Björn Göte Blomqvist Erik Johansson Gösta Johansson Rune Johansson Sven Johansson-Tumba Holger Nurmela Hans Öberg Lars Pettersson Sven Thunman | mannen     | Brons     | toernooi: 9 - 2 Zweden - Finland 17 - 1 Zweden - Polen 4 - 2 Zweden - Noorwegen 7 - 3 Zweden - Duitsland 4 - 2 Zweden - Verenigde Staten 2 - 3 Zweden - Canada 5 - 2 Zweden - Zwitserland 0 - 4 Zweden - Tsjecho-Slowakije beslissingswedstrijd bronzen medaille: 5 - 3 Zweden - Tsjecho-Slowakije |

Argentinië · Australië · België · Bulgarije · Canada · Chili · Denemarken · Duitsland · Finland · Frankrijk · Griekenland · Groot-Brittannië · Hongarije · IJsland · Italië · Japan · Joegoslavië · Libanon · Nederland · Nieuw-Zeeland · Noorwegen · Oostenrijk · Polen · Portugal · Roemenië · Spanje · Tsjecho-Slowakije · Verenigde Staten · Zweden · Zwitserland